# Zemrën n'dorë
Zemrën n'dorë è un singolo della cantante albanese Besa Kokëdhima, pubblicato il 19 dicembre 2023.
Il brano è stato selezionato per rappresentare l'Albania all'Eurovision Song Contest 2024.

## Descrizione
Il brano è stato composto da Besa Kokëdhima e Kledi Bahiti, mentre i testi sono stati curati da Rozana Radi e Petrit Sefaj. Il pezzo viene descritto come una ballata «con molti contrasti». La Kokëdhima durante un'intervista con la testata online Wiwibloggs ha raccontato al riguardo:
Le due versioni del brano, oltre alla produzione musicale che cambio di lingua, esse si differenziano per anche per il tema; se in Zemrën n'dorë l'artista chiede al suo interlocutore di amarla con il "cuore in mano", in Titan si parla dell'istante successivo alla conclusione di una relazione, poiché la  Kokëdhima afferma che nonostante l'interlocutore pensi che lei non ce l'avrebbe mai fatta senza di lui, sarà comunque in grado di farsi coraggio da sola e di andare avanti, definendosi così un "titano sotto mentite spoglie".

## Promozione
Il 17 ottobre 2023 Zemrën n'dorë è stato confermato come uno dei 31 brani partecipanti alla 62ª edizione del Festivali i Këngës. È stato presentato il successivo 19 dicembre durante la prima semifinale dell'evento. Durante la serata finale dell'evento, il brano è stato selezionato dal televoto come rappresentante albanese all'Eurovision Song Contest 2024 a Malmö. La versione live del brano è stata pubblicata in digitale il 19 dicembre 2023; la versione eurovisiva del brano, dal titolo Titan, con lievi modifiche all'arrangiamento e con un testo in lingua inglese, è stata presentata l'11 marzo 2024 insieme al relativo video musicale.
Per promuovere la sua canzone prima della manifestazione europea, Besa Kokëdhima ha confermato la sua presenza ai vari eventi pre-party relativi al concorso tra cui l'Eurovision Spain Pre-Party a Madrid, il Barcelona Eurovision Party, l'Eurovision in Concert ad Amsterdam, il Nordic Eurovision Party a Stoccolma ed il MalmöHagen - Copenhagen Eurovision Party.

## Tracce
Testi di Rozana Radi e Petrit Sefaj, musiche di Besa Kokëdhima e Kledi Bahiti.
1. Zemrën n'dorë (Fest 62-live version) – 3:02

Versione eurovisiva
Testi e musiche di Alias Lj, Besa Kokëdhima, Gia Koka e Kledi Bahiti.
1. Titan – 2:56